# Radelgar
Radelgar was prins van Benevento van 851 tot 854.
Radelgar was de oudste zoon van Radelchis I. Toen hij in 854 stierf was zijn zoon Gaideris nog een kind, hij werd opgevolgd door zijn broer Adelchis.